# Ленгебиз
Ленгебиз (азерб. Ləngəbiz) — село в Ахсуйском районе Азербайджана.

## География
Расположено у подножий Ленгебизского хребта, к юго-востоку от районного центра Ахсу.

## История
«Описание Ширванской провинции, составленное в 1820 году, по распоряжению главноуправляющего в Грузии Ермолова, приводит сведения об «татарской» (азербайджанской) деревне Ленгевисъ Кошунского магала Ширванской области. Деревня являлась собственностью родственников Ших (Шах) Али-бека и все доходы кроме сурсата и червонцев шли им же. На то время в ней имелось 30 семейств, из которых 27 платили подать, а 3 были свободны от неё.

## Население
В своде статистических данных о населении Закавказского края на 1886 год сообщается о численности, этническом и конфессиональном составе села. Согласно этим данным, в Ленгебизъ Кабристанского участка Шемахинского уезда Бакинской губернии насчитывалось 86 дымов и 600 жителей (333 мужчины и 267 женщин). Жители — азербайджанцы-сунниты, из них 15 являлись беками, 12 принадлежали к духовенству, а остальные 573 — крестьяне на владельческой земле.
Согласно материалам Азербайджанской сельскохозяйственной переписи 1921 года Ленгебиз с казмой В. Ленгебиз, сёлами Биджов, Алпаут татарский и другими близлежащими населёнными пунктами образовывали Ленгебизское сельское общество Шемахинского уезда Азербайджанской ССР. В Ленгебизе проживали — 398 человек и имелось 89 хозяйств. Преобладающей национальностью являлись азербайджанские тюрки (азербайджанцы).
По материалам издания «Административное деление АССР», подготовленного в 1933 году Управлением народно-хозяйственным учётом АССР (АзНХУ), по состоянию на 1 января 1933 года в Ленгебизе Шемахинского района насчитывалось 526 человек (124 хозяйства), среди которых было 289 мужчин и 237 женщин. Национальный состав одноимённого сельсовета состоял на 100 % из тюрков.

## Известные уроженцы
В селе родился азербайджанский поэт и полицейский по профессии Шахмамед Шахмамедов.